# Roverella di Scandiano
La Roverella di Scandiano o Quercia dei cento rami, chiamata dagli abitanti del luogo Grande Quercia, è un albero monumentale che si trova a Rondinara, una frazione di Scandiano, in provincia di Reggio Emilia. Questo esemplare di Quercus pubescens ha un'altezza di circa 22 metri e un tronco dal diametro di 5,30 metri, con una chioma di 35 metri di diametro. La sua età è stimata tra i 250 e i 300 anni. 
La Grande Quercia cresce in prossimità dei ruderi di alcune case coloniche, in una posizione panoramica. Essa è raggiungibile tramite vari sentieri, segnalati dai percorsi escursionistici, che partono dalla frazione di Rondinara, dalle Ciminiere di Ca' de Caroli o dal Monte delle Tre Croci. A proposito della Grande Quercia, lo studioso Valido Capodarca scrisse: “non è la più grande quercia dell’Emilia Romagna ma se vogliamo usare un gergo da giochi olimpici, avrebbe le sue brave possibilità di piazzarsi in zona medaglie. Su un primato però nessuno può sollevare dubbi: la sua posizione è la più felice tra quelle di tutti i grandi alberi della regione ed è quanto di meglio si possa augurare ad una pianta per esaltarne l’imponenza: solitaria, quasi al culmine di un alto colle, circondata soltanto da seminativi, visibile da grande distanza”.